# Autovetture Benz con motore aeronautico
La Casa automobilistica tedesca Benz & Cie. ha prodotto dal 1912 al 1920 due modelli equipaggiati con motori aeronautici.

## Premessa storica
Delle due maggiori case automobilistiche tedesche attive negli anni 1910, ossia la Benz e la Mercedes (quest'ultima appartenente alla Daimler), fu la Casa di Mannheim ad esordire nella produzione di grande serie con vetture equipaggiate con motori aeronautici. La natura stessa di questi propulsori, che erano di proporzioni enormi, ponevano tali modelli nel segmento delle vetture di gran lusso, destinate a pochissimi fortunati acquirenti, questi ultimi desiderosi di una vettura diversa dal solito per i suoi particolari contenuti tecnici.
La Benz lanciò nel 1912 due modelli, ossia la 39/100 PS e la 82/200 PS. Quest'ultima, anche a causa del suo prezzo proibitivo, conobbe una breve carriera, durata fino al 1914, mentre la 39/100 PS venne prodotta addirittura fino al 1920.
La concorrenza per questi modelli era costituita essenzialmente dalla Mercedes, che a partire dal 1913 lanciò sul mercato la 46/100 PS.
Di seguito viene proposta una breve descrizione dei due modelli Benz con motore aeronautico.

### La 39/100 PS
La 39/100 PS fu la meno impegnativa tra i due modelli Benz a propulsione aeronautica: essa montava un 4 cilindri in linea di tipo biblocco, della cilindrata di 10087 cm³ (alesaggio e corsa: 130x190 mm) ed in grado di erogare una potenza massima di 100 CV a 1400 giri/min. La distribuzione era a valvole laterali, con un asse a camme laterale mosso da ingranaggi. Il sistema di accensione era a magnete e batteria, con due candele per cilindro.
Come negli altri modelli Benz (e non solo) dell'epoca, anche la 39/100 PS utilizzava un telaio in lamiera d'acciaio stampata, con sospensioni ad assale rigido e balestre e con impianto frenante a ceppi, raffreddato ad acqua ed agente sull'albero di trasmissione, quest'ultimo di tipo cardanico.
Con un cambio a 4 marce ed una frizione a cono con guarnizioni in cuoio, la 39/100 PS raggiungeva una velocità massima di 110 km/h.
La 39/100 PS fu prodotta nelle versioni torpedo, limousine o landaulet ed i prezzi andavano dai 26.500 ai 28.500 marchi, mentre il solo autotelaio già ne richiedeva 23 000.

### La 82/200 PS
Tra il 1912 ed il 1914 la Benz produsse anche la 82/200 PS, una vettura che andò a confrontarsi con la rivale di spicco, ossia la Mercedes 79/200 PS, quest'ultima prodotta solo nel 1913.
La Benz 82/200 PS era la più costosa vettura mai prodotta dalla Benz, basti pensare che il solo autotelaio costava ben 36 000 marchi, ossia oltre il 50% in più rispetto all'autotelaio della 39/100 PS.
La 82/200 PS montava un colossale quadricilindrico biblocco da 21495 cm³ (alesaggio e corsa: 185x200 mm) in grado di erogare 200 CV a 1300 giri/min. Il resto delle soluzioni tecniche (distribuzione, accensione, trasmissione, sospensioni, ecc.) ricalcavano quelle della 39/100 PS.
Questo motore permetteva alla vettura prestazioni impressionanti per l'epoca, con una velocità massima di 170 km/h, ponendo la 82/200 PS tra le più veloci autovetture di serie in quegli anni.